# Drew Rasmussen
Drew Thomas Rasmussen (Puyallup, Washington, 27 de julio de 1995), más conocido como Drew Rasmussen, es un jugador profesional estadounidense de béisbol que se desempeña en la posición de lanzador en Tampa Bay Rays, equipo de las Grandes Ligas de Béisbol (MLB).

## Carrera
Rasmussen hizo su debut en la MLB con el equipo Milwaukee Brewers, en el cual jugó dos temporadas (2020-2021), después pasó a Tampa Bay Rays, donde lleva jugando cuatro temporadas.